# Молгачи
Молгачи — село в Красноярском районе Самарской области. Входит в состав сельского поселения «Светлое Поле».
Ближайшие города: Самара и Тольятти.
Село образовалось в результате действия столыпинской аграрной реформы в начале двадцатого века (начиная с 1906 года), когда ликвидировалось общинное крестьянское землевладение и крестьянам стали выдавать участки земли — отруба. Эти отруба и стали прообразом Молгачей.
Молгачи соседствуют с посёлком Береза (аэропорт Курумоч). И это вносит определённые коррективы в местную жизнь. В селе всего шесть улиц.
Истоки реки Курумоч находятся в окрестностях села Молгачи. Река протекает вдоль центральной улицы села.
Постоянное население села 537 чел. (2007), 621 (2010), преимущественно мордва.
В селе Молгачи родился Герой Советского Союза — Кадетов Сергей Иванович.